# Амонг, Анита
Анита Аннет Амонг (англ. Anita Annet Among, род. 23 ноября 1973 года) — угандийский юрист и политик, спикер 11-го парламента Уганды с 2022 года. Она является избранным членом парламента от женского избирательного округа Букедеа. Ранее она была членом 10-го парламента Уганды (2016—2021). До того, как присоединиться к правящей партии Движение национального сопротивления, она состояла в партии Форум за демократические изменения, где была избрана заместителем спикера парламента 10-го созыва. Её имя упоминается в жалобе на пытки против правительства Уганды, поданной в Международный уголовный суд.

## Ранняя жизнь и образование
Амонг родилась в угандийском районе Букедеа 23 ноября 1973 года. Начальное и среднее образование она получила в местных школах. В 2005 году она получила степень бакалавра делового администрирования в Университете Макерере. В 2008 году ей была присвоена степень магистра делового администрирования в Университете Макерере. В 2018 году Амонг окончила Международный университет Кампалы, получив степень бакалавра права. В то время она находилась в процессе получения квалификации дипломированного сертифицированного бухгалтера.

## Карьера
С 1998 по 2006 год Амонг работала в Centenary Bank. На момент своего ухода в 2006 году она была на должности управляющего филиалом. В течение десяти лет до своего избрания в парламент Амонг работала преподавателем бухгалтерского учёта в Школе бизнеса Университета Макерере и Международном университете Кампалы.

### Политическая деятельность
В ходе парламентских выборов в 2007 году, когда был создан округ Букедеа, и в 2011 году Амонг проиграла место представительницы округа среди женщин Роуз Акол из политической партии «Движение национального сопротивления». Амонг, давний член оппозиционной политической партии «Форум за демократические изменения», баллотировалась в 2016 году как независимый кандидат. Она победила и является действующим депутатом.
В 2020 году она присоединилась к Движению национального сопротивления после раскола со своей партией и выиграла партийные праймериз. На всеобщих выборах 2021 года Амонг была одним из немногих законодателей, избранных без существенной борьбы в 11-й парламент, хотя её победа была спорной, поскольку избирательная комиссия заблокировала выдвижение некоторых её конкурентов.
Амонг заявила о своей выдвижении на пост заместителя спикера 11-го парламента Уганды и была избрана спикером парламента Уганды 25 марта 2022 года, заменив Джейкоба Оуланьяха, бывшего спикера парламента Уганды, который скончался в Сиэтле, штат Вашингтон.
В парламенте 10-го созыва Амонг занимала должность заместителя председателя Комитета по комиссиям, уставным органам и государственным предприятиям (англ. Committee on Commissions, Statutory Authorities and State Enterprises).
В 2023 году она призвала членов Национальной ассамблеи Уганды поддержать новый законопроект, который сделает сам факт идентификации себя как ЛГБТ незаконным и повлечет за собой риск тюремного заключения сроком до десяти лет.

## Международные санкции
30 апреля 2024 года Министерство иностранных дел Великобритании объявило о персональных санкциях против Аниты Амонг и двух других высокопоставленных должностных лиц Уганды в рамках своего режима глобальных антикоррупционных санкций. 30 мая 2024 годаГосдепартамент США ввел санкции против Амонг и нескольких других должностных лиц Уганды по обвинению в коррупции.

## Личная жизнь
У Амонг и её мужа Моисея Магого Хассима есть дети близнецы.